# Хаджи-Тархан
Хаджи-Тархан (тат. حاجی‌ ترخان, Xacitarxan, Хаҗитархан; ног. Хажитархан) — средневековый город Золотой Орды, а после её распада - Астраханского ханства, располагавшийся в низовьях Волги, на правом берегу, в 12 км выше по течению от центра современной Астрахани, остатками города является городище Шареный бугор. В разное время и в разных исторических источниках встречаются также названия Астархан, Аждархан, Гинтархань, Цитрахань, Азторокань.

## О времени возникновения и месте расположения
Город возник примерно в середине — второй половине XIII века на высоком бугре правого берега Волги в 12 километрах севернее современной Астрахани. Существует предположение, что время основания города относится к 1250-м годам. М. Г. Сафаргалиев полагал, что основание города произошло именно в это время, когда «правящая верхушка Золотой Орды приняла новую религию — ислам, и мусульманское духовенство стало получать от ханов различные привилегии». Во всяком случае, Гильом де Рубрук, который проезжал через дельту Волги в 1254 году, упоминает о существовании на западном берегу реки «Итилии» посёлка, который служил зимней ставкой сыну Бату Сартаку, и в котором по распоряжению хана построили церковь. Согласно общепризнанной точке зрения, первое упоминание в письменных источниках Хаджи-Тархана, осенней резиденции хана Золотой Орды, встречается в записках арабского путешественника Ибн Баттуты, который посетил этот город вместе с Узбек-ханом в 1333 году. Вот что он пишет:

Мы отправились в путь с султаном и со ставкою и прибыли к городу Хаджитархану (Астрахани) … Это один из лучших городов, с большими базарами, построенный на реке Итиле, которая одна из больших рек мира. Султан остаётся здесь до тех пор, пока усиливается стужа и эта река замерзает. Замерзают и соединённые с нею воды. Потом он приказывает жителям этого края привезти несколько тысяч возов соломы, который они кладут на лёд, сплотившийся на реке. По этой реке и соединённым с нею водам ездят в арбах на расстоянии 3 дней пути. Часто по ней проходят караваны, несмотря на конец зимней стужи, но при этом тонут и погибают.

Средневековые карты помещают Хаджи-Тархан на западном берегу Волги, несколько выше нынешней Астрахани. Анонимная карта 1351 года содержит надпись «Ажитархан» в дельте Волги. На карте венецианцев Франциска и Доминика Пицигани, составленной в 1367 году, указан город Хаджи-Тархан на правобережье Волги, в уделе, занимаемом Хаджи-Черкесом, но его кочевой лагерь находился значительно выше города и обозначен на карте именем «Casade Gercasi». Город Хаджи-тархан обозначен также на карте космографа фра Мауро 1459 года, вместе со Старым и Новым Сараями.
Флорентийский купец Франческо Пеголотти в труде 1340-х годов «Pratica della mercatura» сообщает, что «от Джиттаркана в Сарай будет день пути по реке».

## Археология
Остатки города Хаджи-Тархана фиксируются археологически на городище Шареный бугор её (на территории нынешнего посёлка АЦКК, в черте Астрахани). Остатки пригородных усадеб располагаются вдоль правого берега Волги от станции Трусово до посёлка Стрелецкое. В 1966 году, накануне строительства Астраханского целлюлозно-картонного комбината (АЦКК), были проведены первые серьёзные и масштабные археологические раскопки под руководством А. М. Мандельштама. Был обнаружен целый квартал жилищ — землянок, производственных сооружений — гончарных горнов и кладбище, которые находились на окраине золотоордынского города. В 1984 году в 3 км к востоку от центральной части городища астраханским археологом В. В. Плаховым был раскопан комплекс усадьбы, состоящей из центрального многокомнатного дома и четырёх землянок, существовавший в XIV—XV вв. Археологические разведки, проводившиеся с охранными целями в 1990-х годах, выявили большое количество поселений-спутников Хаджи-Тархана, загородных усадеб и сельских поселений, входивших в его ближнюю округу. Однако сам город, к сожалению, на настоящий момент не сохранился — большая часть культурного слоя либо осыпалась в реку в результате размывания берега, либо была застроена при возведении АЦКК с жилым микрорайоном и посёлка Стрелецкое. В музейных коллекциях Астрахани, Москвы, Санкт-Петербурга, Саратова, Волгограда и многих других городов хранятся десятки тысяч археологических находок, обнаруженных на территории Хаджи-Тархана — это и монеты, и фрагменты керамики, и изразцы, и железные предметы — оружие и орудия труда, и многое другое.

## Город в эпоху Золотой Орды
Находясь на пересечении торговых путей, город достаточно быстро стал центром торговли Золотой Орды. В XIII—XIV вв. Хаджи-Тархан был крупным узлом транзитной торговли на караванном пути Восток — Запад. Караваны с восточными товарами прибывали сюда из Сарая и отправлялись дальше по двум направлениям: на юг — в предкавказские степи и через Дербентский проход в Закавказье и на запад — в Азак, где их ждали венецианские и генуэзские купцы. Иосафат Барбаро особо отмечает, что все специи и шёлк поступали в XIV веке в Азак и находившуюся здесь итальянскую торговую колонию через Хаджи-Тархан. Город был выстроен из обожжённого и сырцового кирпича. Судя по материалам раскопок, здесь были развиты гончарное производство, металлообработка и ювелирное ремесло.
Зимой 1395 года к Хаджи-Тархану подошли войска Тимура. Со степи высокие стены хорошо защищали город, а со стороны Волги зимой прибрежная полоса делалась самым уязвимым местом; жители из кусков толстого льда, заливая их водой, построили мощную стену, но власти города решили сдаться без боя. Тимур отдал город воинам на разграбление, затем поджёг его и разрушил. Никогда ещё войско Тимура не было так нагружено добром, как в зиму 1396 года, после чего Хаджи-Тархан, по словам Барбаро, представлял собой «почти разрушенный городишко».

## Город в эпоху Астраханского ханства
Хаджи-Тархан был вновь отстроен и в 1459 году стал столицей Астраханского ханства, но былого политического и экономического значения больше не приобрёл.
Побывавший в 1470-х годах в Хаджи-Тархане венецианец Амвросий Контарини пишет о явных следах упадка города: «домов там мало, и они глинобитные, но город защищён низкой каменной стеной; видно, что совсем недавно в нём ещё были хорошие здания». Далее он пишет:

«Город Цитрахан (Citrachan) принадлежит трём братьям; они сыновья родного брата главного хана (Ахмеда), правящего в настоящее время татарами, которые живут в степях Черкесии и около Таны. Летом из-за жары они уходят к пределам России в поисках прохлады и травы. Зимой эти три брата проводят несколько месяцев в Цитрахане, но летом они поступают так же, как и остальные татары.»

В 1547 году город был захвачен крымским ханом Сахибом I Гиреем. Хан Дервиш-Али был вынужден бежать к своему союзнику Ивану Грозному. В 1554 году Иван Грозный практически без боя захватил город и посадил на престол своего данника Дервиш-Али. В результате предательства Дервиш-Али в 1556 году к городу был послан небольшой отряд русских казаков. Хан вместе с войском бежал, а Хаджи-Тархан был окончательно подчинён Русскому царству. В том же году было решено построить новую русскую Астрахань. Выбранное воеводой Иваном Черемисиновым новое место — бугор Заячий — находилось на левом берегу Волги.

## О происхождении названия
Существуют весьма спорные теории о происхождении названия города, которые связывают его с племенем асов, якобы кочевавшим здесь в Средние века и с тарханной грамотой, полученной асами от хана Золотой Орды. Однако ни о каком племени асов в окрестностях Астрахани ни из исторических, ни из археологических источников нам ничего не известно. Исторические известные асы или ясы — это аланы Северного Кавказа или Подонья, и упоминаются в контексте Нижнего Поволжья они только один раз — в путевых записках Гильома Рубрука как жители города Суммеркента в предмонгольское время. Археологически аланы на Нижней Волге в Средние века пока не идентифицированы.

Арабский путешественник Ибн Баттута в 1334 году писал: 
«Тархан значит у них (у татар) место, изъятое от податей… Город этот получил название своё от тюркского хаджи (паломника), одного из благочестивцев, появившегося в этом месте. Султан отдал ему это место беспошлинно, и оно стало деревней; потом оно увеличилось и сделалось городом». 
 Эту версию происхождения названия города пересказывали и В. Н. Татищев, и С. Г. Гмелин, услышав её от астраханских татар. Встречается эта версия и позднее — в исторических записках XIX века, будучи записанной со слов местных религиозных авторитетов.
В современной исторической науке именно данная версия считается единственной обоснованной, поскольку существует материальное свидетельство — большое количество золотоордынских монет XIV—XV веков, обнаруженных как на территории городища Шареный бугор, так и на других золотоордынских городищах, на которых чётко читается место чеканки — «город Хаджи-Тархан». Название этого города разные путешественники и послы огласовывали по-разному, поскольку говорили на разных языках и приспосабливали их к незнакомому звучанию. По этой причине названия Хаджи-Тархан, Ас-Тархан, Цытрахань, Цитархан, Дастархан, Аштар-хан, Гаджи-Тархань, Гинтрахань, Аджи Дархан, Адяш Тархан, Астороrань и др. — это всё названия одного и того же города.
Главную роль в искажении названия Хаджи-Тархана, возникновении в начале XVI века «крымско-османского» варианта с начальным А (Аждархан) и превращении его в Астрахань сыграли законы перехода звуков в тюркских языках («Хаджи» — «Аджи» — «Ази» — «Аз» — «Ас») и транслитерации тюркского звучания названия города при написании его латинскими буквами на средневековых картах-портоланах и при повторном прочтении.